# Asplöven HC
Asplöven HC – szwedzki klub hokeja na lodzie z siedzibą w Haparandze.